# 1347
1347 (MCCCXLVII) je bilo navadno leto, ki se je po julijanskem koledarju začelo na ponedeljek.

## Dogodki

### Širjenje epidemijeČrne smrti(1347-53)
- začetek leta - Tatari Zlate horde nadaljujejo z obleganjem genovske kolonije Kaffe. Epidemija kuge bistveno oslabi tako branilce kot tudi napadalce, zato se mesto po opustitvi obleganja in prenehanju epidemije sčasoma opomore. Del beguncev zapusti mesto in se začne vračati proti domovini, s seboj pa širijo tudi bolezen.
- maj:
  - Genovske ladje z begunci se ustavijo v Konstantinoplu in razširijo epidemijo po mestu ter od tam po zaledju. V samem mestu pomre več kot polovica prebivalcev. Pomladi so Bizantinci zaključili z državljansko vojno, v kateri je med sabo sprto cesarstvo izgubilo Makedonijo in Tesalijo na račun Srbov.
  - Istega meseca nekaj begunskih ladij pride v Trapezunt, kjer se prav tako nahaja močna genovska kolonija. Iz obale se kuga začne širiti v notranjost med Turke.
- jesen - Kuga doseže Aleksandrijo v Egiptu. Od tam se začne širiti po Bližnjem vzhodu.
- 1. september - Kuga doseže pristaniško mesto Marseille in začne napredovati proti notranjosti Provanse.
- oktober - 12 genovskih galej se ustavi v Messini na Siciliji. Od tam se še isto leto kuga zanese v Kalabrijo, na Sardinijo in Korziko.
- 1. november - Kuga v mestu Aix-en-Provence.
- 25. november - Kuga doseže Split.
- december - Kuga na Majorki. 1348 ↔

### Bizantinska državljanska vojna 1341-1347
- 2. februar - Konstantinopel:  sinoda odstavi konstantinopelskega patriarha regenta Ivana XIV. Kaleka, kar politično popolnoma osami regentinjo Ano Savojsko. Še istega večera spustijo privrženci Ivana VI. Kantakuzena z bataljonom vojske v mesto. ↓
- 3. februar → Cesarica-mati Ana Savojska se po dolgem oklevanju na prepričevanje svojega sina Ivana V. Paleologa vendarle preda.
- 8. februar - Cesarja Ivan VI. Kantakuzen in Ivan V. Paleolog se sporazumeta o sovladarstvu. Prvih deset let bo imel prvenstvo Kantakuzen, nato naj bi zamenjala. ↓
- maj - Kantakuzen preda Paleologu v zakon svojo hčerko. Hkrati razglasi splošno amnestijo. Vesel dogodek in prihodnje politične načrte pokvari izkrcanje genovskih beguncev iz krimske Kaffe v Konstantinoplu, ki razširijo kugo, kar postavi Kantakuzenove načrte za izgon Srbov iz Makedonije in Tesalije v nedoločeno prihodnost. Ekonomija v evropskem ostanku cesarstva, ki zajema zgolj Trakijo, je uničena in Bizantinci so popolnoma odvisni od trgovske muhavosti Genovčanov, ki so brez dovoljenja začeli z gradnjo visokega stolpa na Galati. 1348 ↔

### Italija
- 19. maj - Rim: rimski uradnik Cola di Rienzo se s pomočjo privržencev okliče za ljudskega tribuna. Rimska aristokracija[1] se ukloni, nekaj se jih poskrije ali pa zapusti mesto. Nasproti pričakovanjem pa novi samodržec vnese red v mesto, počisti s tolpami in reformira zakonodajo. Prav tako začne z obsežno diplomatsko misijo po Italiji, da bi pod vodstvom Rima sklenili federacijo, ki bi združila Italijo. Italijanski pesnik Petrarka mu čestita ob prizadevanjih. ↓
- 1. avgust → Cola di Rienzo okliče združitev Italije pod vodstvom Rima. Na njegovo pobudo se ugodno odzove neapeljska kraljica Ivana I., ki pa ji je zaradi umora soproga grozil njen svak, ogrski kralj Ludvik I.. Ker pripravlja invazijo na Neapeljsko kraljestvo, želi tudi on imeti dobre odnose z novimi mestnimi/vseitalijanskimi oblastmi.
- avgust - Markiz Saluzza Tomaž I., Montferrata Ivan II. in viennoiški dofen Humbert II. združeni izženejo zadnje neapeljska Anžujce iz Piemonta.
- 22. avgust - Neapeljska kraljica Ivana I. se poroči z malim bratrancem Ludvikom Tarantskim. S poroko Ludvik postane iure uxoris[2] novi neapeljski kralj, za razliko od prejšnjega soproga, madžarskega princa Andreja, ki je bil zaradi iste ambicije zahrbtno umorjen. 1348 ↔
- oktober - Papežu Klemenu VI. je dovolj komedij v Rimu in pooblasti papeškega legata naj aretira Cola di Rienzoja in ga privede na sojenje. Nezadovoljna rimska aristokracija se združi, medtem ko ljudskemu tribunu ponudijo pomoč Madžari. Kljub temu, da rimska mesta milica v nekaj manjših spopadih premaga oddelke rimske aristokracije, ljudski tribun ne izkoristi vojaške zmage sebi v prid in za ceno dragega dvora še poviša davke.
- 11. november - Visegrád, Madžarska: glavnina ogrske vojske pod vodstvom kralja Ludvika I. se odpravi proti Italiji. Napredujejo relativno hitro.
- 24. december - Ogrska invazijska armada prestopi mejo Neapeljskega kraljestva. Proti jugu napreduje neovirano. 1348 ↔
- december - Papež Klemen VI. v eni od bul razglasi rimskega ljudskega tribuna Cola di Rienzo za kriminalca in nevernika. Obtoženi ne čaka na aretacijo in se zateče v Neapelj. 1350 ↔

### Ostalo
- 8. marec - Wiślica: poljski kralj Kazimir III. reformira zakonodajo s pomočjo sklicanega Sejma.
- 1. avgust - Zavzetje Calaisa, stoletna vojna: izstradani francoski obleganci predajo mesto angleškemu kralju Edvardu III., ki jim postavi znosne pogoje predaje. Calais postane izhodiščna točka za nadaljnje angleške invazije ali plenilske pohode po Franciji do leta 1558.

- 3. avgust - Indija: delhijski guverner Maharaštre Hasan Gangu se okliče za sultana novo ustanovljenega Sultanata Bahmani, ki ga odcepi od Delhijskega sultanata.
- 15. september - Maroški Marinidi pod vodstvom sultana Abu al-Hasana izvedejo uspešno invazijo na sosednjo alžirsko kraljevino Tlemcen in tunizijski Hafsidski sultanat. Tega dne osvojijo Tunis. S tem dosežejo Marinidi največji ozemeljski obseg. 1348 ↔
- 11. oktober - Nenadna smrt rimsko-nemškega cesarja Ludvika IV. Wittelsbaškega, ki je umrl zaradi srčne kapi, prepreči državljansko vojno v Rimsko-nemškem cesarstvu. Protikralj in rival Karel IV. Luksemburški postane nesporno edini kralj Nemčije in s tem kandidat za rimsko-nemškega cesarja. Ostale dežele Ludvika IV. nasledijo:
  - matično Bavarsko, ki se deli na Spodnjo in Gornjo Bavarsko nasledi njegov najstarejši sin Ludvik V. Wittelsbaški, ki si začasno deli vojvodini s še štirimi (pol)brati - Štefanom II., Ludvikom VI., Vilijemom I., Albertom I., Otonom I.
  - grofije Hainaut, Holandija in Zeelandija nasledi Vilijem,[3] ki je najstarejši sin druge soproge Margarete Holandske. Hkrati nasledi še zahtevo po svobodnih ozemljih Frizije. Sprva si grofije začasno deli z ostalimi (pol)brati. (↑)
- 15. november - Pireneji: umrlega grofa Urgella Jakoba I. nasledi njegov mlajši brat Peter II.. Po prepričanju sodobnikov naj bi ga najverejtneje zastrupil.
- 24. december - Cambridge: ustanovitev kolidža Pembroke.
- Umrlega vladarja zadnje sardinske žepne kraljevine Arboreja Petra III. nasledi mlajši brat Marijan IV. 1353 ↔
- Bitka pri La Roche-Derrienu, Bretanija: francoska brigada pod vodstvom kandidata za bretonskega vojvodo Karla Bloiškega sprva spravi v past in porazi bataljon Angležev, ki so prišli na pomoč obleganemu mestu La Roche-Derrienu. Situacija pa se spremeni čez noč, ko se obleganci, večinoma preprosti ljudje, opogumijo in z delovnim orodjem izpadejo iz mesta. V nenavadnih okoliščinah porazijo mnogo številčnejše in dosti bolje oborožene Francoze. Hkrati zajamejo Karla Bloiškega.
- Kilikijska Armenija: egiptovski mameluki osvojijo pristanišče Ayas.
- Korasan (SV del Ilkanata): konfederacija Sarbadarjev je nezadovoljna s kompromisnim voditeljem Kulujem Isfandarijem, zato ga odstranijo in izberejo novega (Šams al-Din). 1348 ↔
- Čagatajski kanat: Tugluk Timur odcepi vzhodni del Čagatajskega kanata in ustanovi Mogulistan.
- Potovanja maroškega popotnika Ibn Batute: po prečkanju Indijskega oceana je prvi postanek pristanišče Dhofar na Arabskem polotoku[4]. Od tam odpluje v Perzijski zaliv, kjer se začudi, kako se je mogočni Ilkanat sesul vase v 15 letih, odkar ga je zadnjič obiskal. Iz Basre nadaljuje pot proti Damasku. 1348 ↔

## Rojstva
- 6. februar - Doroteja iz Montauja, nemška mistikinja, puščavnica, svetnica († 1394)
- 27. februar - Albert V. d'Este, markiz Ferrare († 1393)
- 25. marec - Katarina Sienska, italijanska dominikanka teologinja, mistikinja, filozofinja in cerkvena učiteljica († 1388)
- 31. marec - Friderik III., avstrijski vojvoda, hiša Habsburžanov († 1362)
- 6. junij - Eleanora iz Arboreje, sardinska kraljica Arboreje († 1404)
- 28. julij - Margareta iz Drača, neapeljska kraljica in regentinja, madžarska kraljica († 1412)
- 29. avgust - John Hastings, angleški plemič, 2. grof Pembroke († 1375)
- cesar Go-Kamejama, 99. japonski cesar († 1424)
- Rikarda Schwerinska, nemška plemkinja, švedska kraljica († 1377)
- Şehzade Halil, otomanski princ, sin Orhana in Teodore Kantakuzen († 1362)

## Smrti
- 29. april - Marija Navarska, aragonska kraljica (* 1330)
- 11. oktober - Ludvik IV., rimsko-nemški cesar, hiša Wittelsbaških (* 1282)
- 12. november - Janez Vetrinjski, avstrijski (koroški) cistercijan, kronist, literat (* 1270)
- 15. november - Jakob I., aragonski princ, grof Urgella (* 1321)
- Abner iz Burgosa, španski teolog in filozof, judovski spreobrnjenec (* 1270)
- Adam Murimuth, angleški kronist (* 1274)
- Muzafar Hadži, egiptovski mameluški sultan (* 1332)
- Kokan Širen, japonski zen budistični menih, pesnik (* 1278)
- Peter III., sardinski kralj Arboreje
- Vilijem iz Ockhama[5], angleški frančiškan, filozof, teolog, politični pisec (* 1287)